# Šípy
Šípy é uma comuna checa localizada na região da Boêmia Central, distrito de Rakovník.